# Mya arenaria

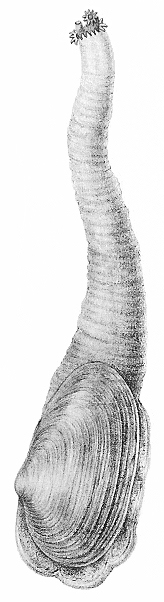
El poderós sifó de Mya arenaria li permet d'alimentar-se restant enfonsat en el llot, però el forat o el borbolleig de llot que produeix permeten als pescadors a peu de trobar-ho.

Mya arenaria, la mya comuna, mya de les sorres és una espècie de grans bivalves de la família dels míids.

## Característiques i moda de vida

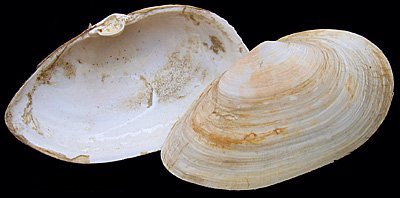
Mya arenaria

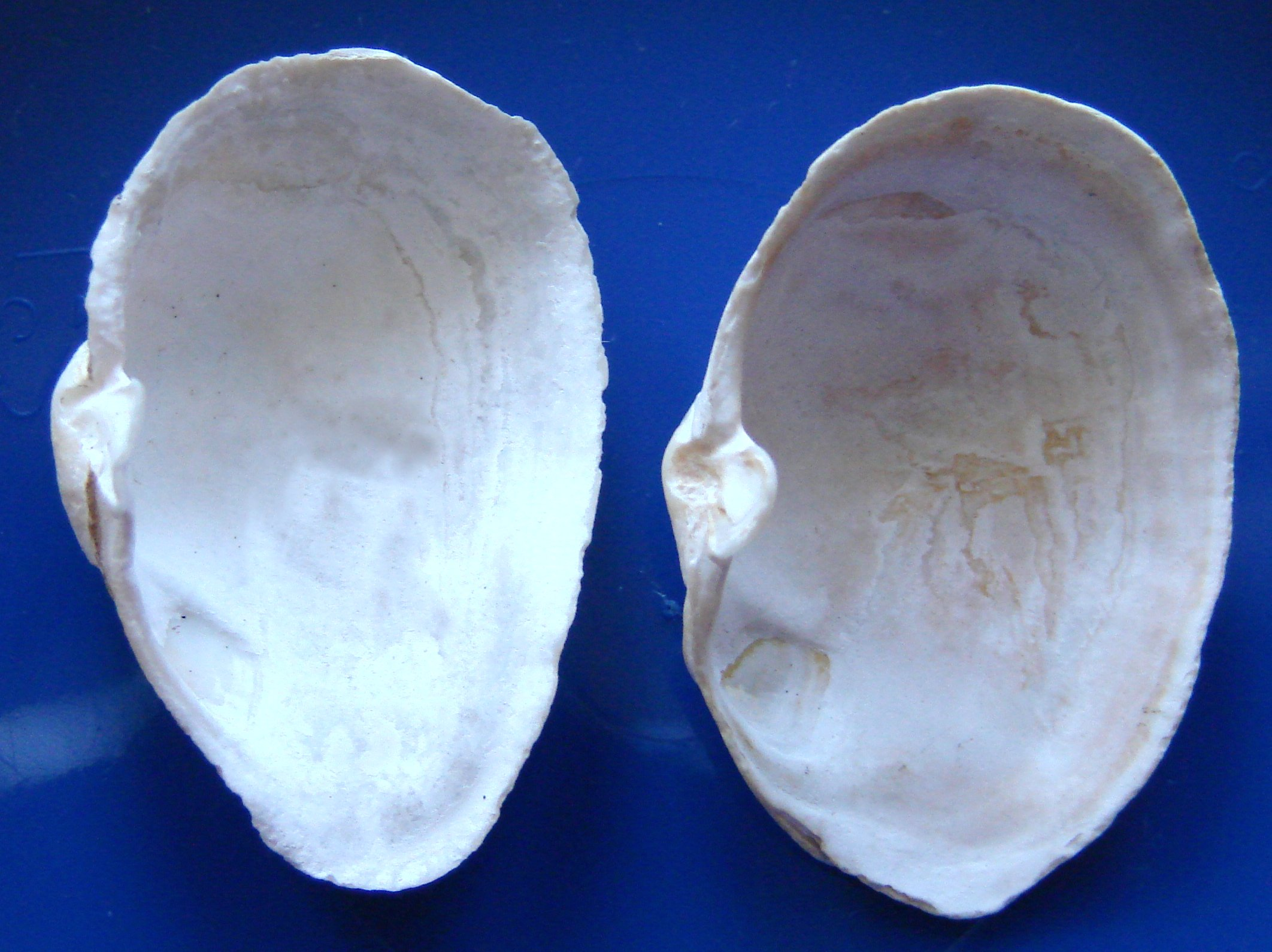
Mya arenaria

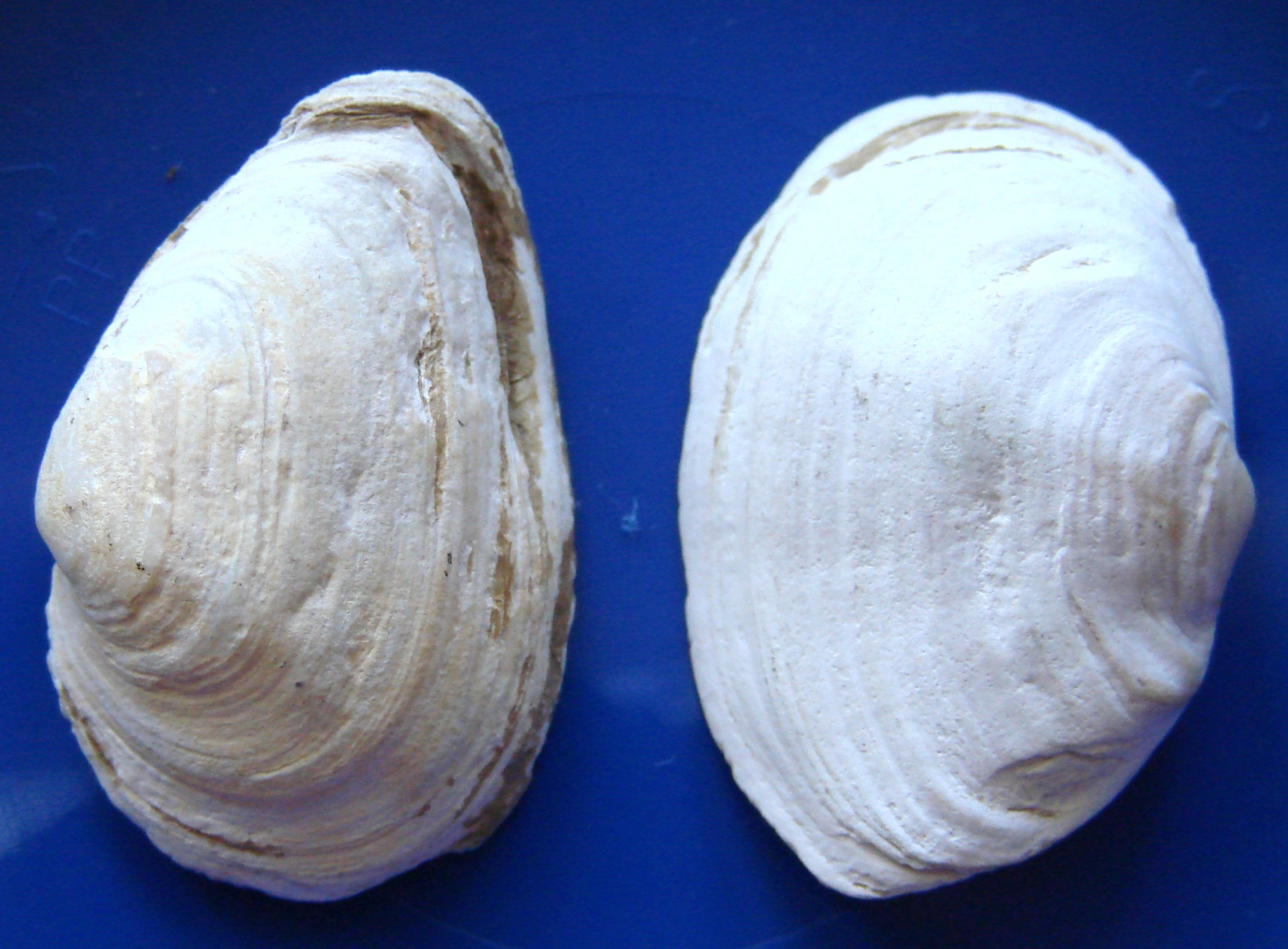
Mya arenaria ; la cutícula externa desapareix ràpidament després de la mort de la petxina, deixant clarament aparèixer els estries de creixença.

Aquest mol·lusc sinupalli és protegit per una closca equivalve aplanada, estirada, a amb una ornamentació prou feble. Endobèntic de tipus excavador profund, viu en els sediments filtrant l'aigua per mitjà d'un sifó.Com nombrós altres bivalves, entre els quals els musclos i ostres, pot « desintoxicar-se » emmagatzemant una gran part dels metalls pesants que ha filtrat en la seva closca (el plom en particular). La seva closca tanmateix és fràgil. Es desfà rou ràpidament, deixant anar després els tòxics que contenia.
Es troba enfonsat a la sorra llotosa o el llot fins a 90 cm de profunditat. És protegit per una closca de carbonat de calci, relativament trencadissa (més fràgil que aquelles d'altres espècies que li semblen), d'on la denominació anglòfona de "soft-shells".
Aquest animal pot acumular nombrosos tòxics, la qual cosa en fa de fet un biointegrador interessant per al seguiment de la pol·lució crònica de sediments i avaluar la contaminació de la xarxa tròfica (la seva closca pot, fins i tot després de la seva mort, conservar la traça de certes pol·lucions anteriors).S'ha proposat d'utilitzar el seu « temps de soterrament » com a indicador del seu grau d'intoxicació, però altres factors hi poden intervenir.

## Noms
A l'Amèrica del Nord anglòfona, s'anomena aquests bivalves steamers, softshells, longnecks o Ipswich clams.
En bretó, es diu kouilhoù kezeg o turuilhed. A Acàdia, es diu « coque ».
A la conca d'Arcachon (Occitània), s'anomena "clanca, "pitòra" o "claca"
A l'illa d'Oléron (França) és dit "badago"

## Àrea de repartició
Aquesta espècie viu en els sediments sorrencs dels litorals exposats a les marees, de les costes sud dels Estats Units, fins al Canadà, i al llarg de certs litorals europeus, sobretot la mar de Wadden.N'hi ha també al Regne Unit, per exemple als arenals de Llanrhidian a l'oest de Gal·les.
Es tracta probablement d'una de les primeres espècies marines transportades : desapareguda al Plistocè, els vikings han endut la cloïssa amb ells dels seus viatges a la costa est-americana i l'han reintroduïda a les costes de Dinamarca cap al 1245 (datació de closques fòssils).

## Amenaces
Com tots els mol·luscos filtrants, pot ser víctima de la pesca d'arrossegament, dels biocides utilitzats en les pintures antiincrustants o dels pol·luents acumulats al llot, entre els quals metalls pesants, adobs i plaguicides portats pels rius o les pluges. Les marees negres i pol·lucions petrolieres també la poden afectar.

## Alimentació
Aquesta conquilla és freqüentment collida pels pescadors a peu o professionals a l'Amèrica del nord ; després és fregida, cuita a l'aigua, amb mantega o a la vapor o al forn, després de netejar-la en aigua de mar neta.

## Risc de toxicitat alimentària
Les autoritats nord americanes alerten regularment els consumidors sobre els riscos lligats al consum de mol·luscos filtradors.Aquesta espècie pot bioacumular fortament metalls pesants i diverses toxines produïdes pels bacteris o espècies de plàncton del qual s'alimenta, sobretot als estuaris, sovint eutrofitzats, distrofitzats o recollint la pol·lució dels estanys vessants.És per a aquesta raó una font d'intoxicacions alimentàries que pot induir problemes digestius (diarrees, mals de ventre i vòmits), urticàries, i més excepcionalment paràlisis per exemple quan la concentració de l'aigua en Alexandrium tamarense o Alexandrium ostenfeldii arriba a 1 000 cèl·lules per litre d'aigua de mar, la carn de la petxina esdevé tòxica per a l'home, els mya serien tanmateix 5 vegades menys tòxiques que els musclos, en el mateix entorn, segons un estudi canadenc.